# Anders Berg (präst)
Anders Berg, född 3 januari 1791, död 13 januari 1860, var en svensk prästman.
Anders Berg var son till handlaren och rådmannen i Söderhamns stad Anders Ersson Berg. Han blev student vid Uppsala universitet 1809, avlade filosofie kandidatexamen 1815 och blev magister samma år. År 1816 avlade han prästexamen och prästvigdes samma år. Berg tjänstgjorde 1815-16 som vice rektor vid Jakobs skola, var komministeradjunkt i Klara församling 1816-18 samt blev kateket i Nikolai församling 1817. Under sin studietid i Uppsala umgicks Berg med de ledande fosforisterna och under sina första prästår i Stockholm umgicks han i kretsen av Carl Fredric Dahlgren och tillhörde Manhemsförbundet. Där kom han i kontakt med Carl Jonas Love Almqvist och Johan August Hazelius. Tillsammans med Almqvist, Hazelius, Martin Sturzenbecker och Anders Jakob Danielsson Cnattingius grundade Berg 1817 diskussionssällskapet Mannasamfund som i än högre grad än Manhemsförbundet blev en centralpunkt för spridandet av de almqvistska idéerna i en trängre lärjungakrets.
Efter att ha avlagt pastoralexamen i Uppsala 1819 blev han bataljonspredikant vid livgardet till häst samma år och pastorsadjunkt vid Adolf Fredriks församling 1820. År 1822 blev Berg regementspastor vid livgardet till häst, 1830 kyrkoherde i Över- och Yttergran, vice kontraktsprost 1834 och kontraktsprost 1844. Sedan Almqvist 1824 flyttat till Värmland försökte han flera gånger övertala Berg att följa honom och söka en prästtjänst där, dock utan resultat. Hans bevarade brevväxling med Almqvist och Hazelius innehåller många intressanta upplysningar som bidrar till kunskapen om Almqvists litterära verksamhet. Berg deltog intresserad av de av Swedenborgs läror påverkade religionssamtalen inom Mannasamfund, men förhöll sig kritisk till många av tankegångarna. Berg var ledamot av Svenska bibelsällskapet från 1818, Sällskapet för växelundervisningens främjande från 1827 och Samfundet Pro Fide et Christianismo 1830. År 1854 blev han ledamot av Vasaorden.